# Murtiya
Murtiya (en népalais : मुर्तिया) est un comité de développement villageois du Népal situé dans le district de Sarlahi. Au recensement de 2011, il comptait 9 200 habitants.